# Красильный
Красильный — посёлок в Барышском районе Ульяновской области. Входит в состав Ленинского городского поселения.

## География
Населённый пункт расположен в 14 километрах к юго-западу от города Барыш — административного центра района. Расстояние до Ульяновска — 127 километров.

### Часовой пояс
Красильный, как и вся Ульяновская область, находится в часовой зоне МСК+1. Смещение применяемого времени относительно UTC составляет +4:00.

## Население
| 2010 |
| ---- |
| 50   |

Согласно статистическим данным, в 1913 году в деревне было 6 дворов, проживало 57 жителей (украинцы и мордва). Население в 1996 году — 76 человек.

## Инфраструктура
Посёлок разделён на две улицы: Полевая, Центральная.